# Stacy's Knights

Stacy's Knights est un film américain réalisé par Jim Wilson et sorti en 1983.

## Synopsis
Stacy Lancaster a un talent inné pour le blackjack. Elle est remarquée par Will Bonner qui s'associe à elle en lui apprenant à compter les cartes. Ils se font rapidement remarquer par la direction d'un casino de Reno où Stacy met en pratique ses nouvelles connaissances.

## Fiche technique
- Titre original : Stacy's Knights
- Réalisation : Jim Wilson
- Scénario : Michael Blake
- Musique : Norton Buffalo
- Photographie : João Fernandes
- Montage : Bonnie Koehler
- Date de sortie : juin 1983 aux  États-Unis

## Distribution
- Kevin Costner (VF : Patrick Floersheim) : Will Bonner
- Andra Millian : Stacy Lancaster
- Eve Lilith : Jean Dennison
- Mike Reynolds : Shecky Poole
- Garth Howard : Mr. C.
- Ed Semenza : The Kid
- Shashawnee Hall : Une recrue